# Índice de fuerza relativa

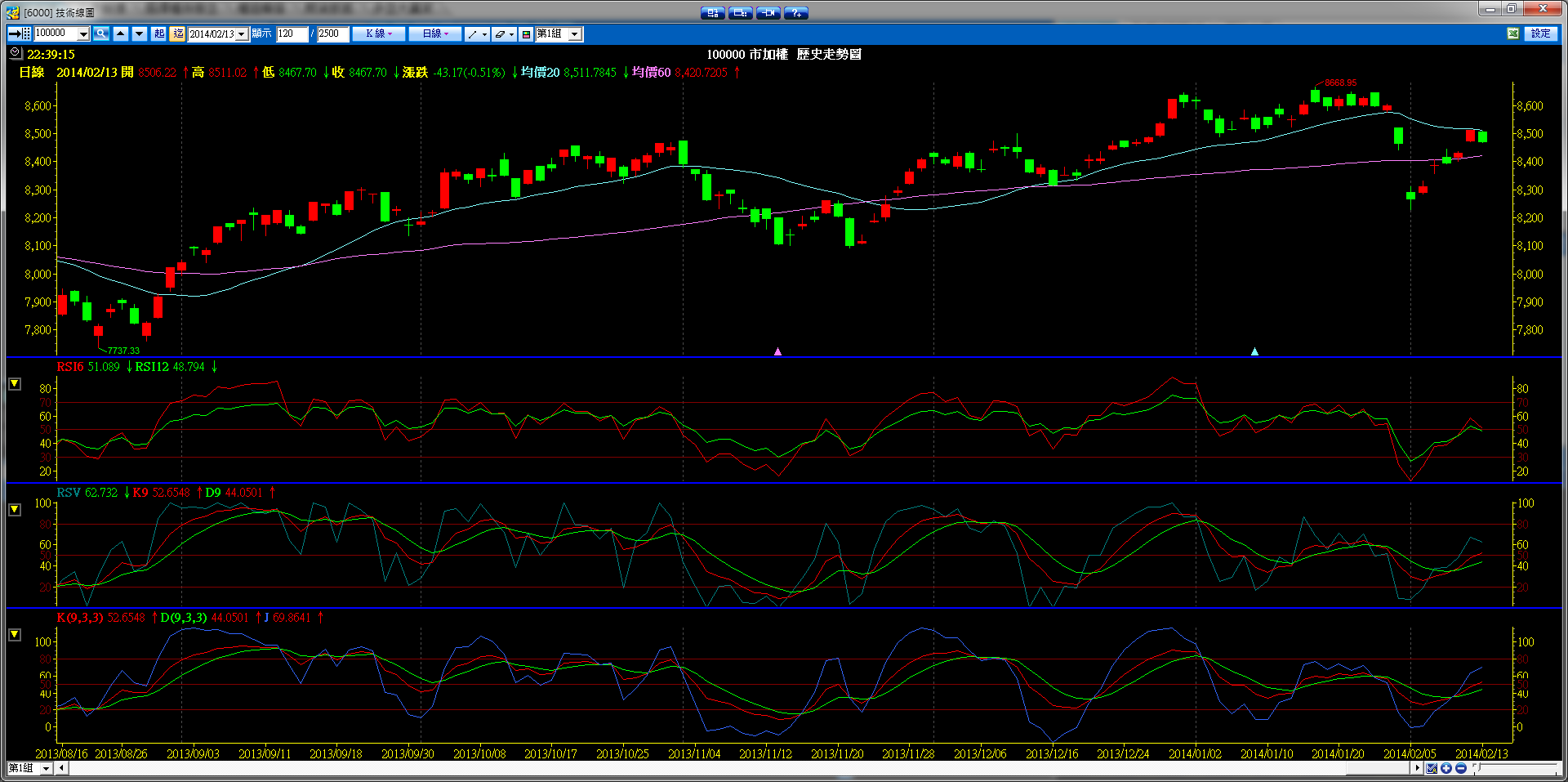
Un ejemplo de RSI o Índice de fuerza relativa.

El índice de fuerza relativa (Relative Strength Index o RSI, en inglés) es un indicador tipo oscilador utilizado en análisis técnico que muestra la fuerza del precio mediante la comparación de los movimientos individuales al alza o a la baja de los sucesivos precios de cierre.
El RSI es popular porque es relativamente fácil de interpretar. Fue ideado por J. Welles Wilder y publicado en la revista Commodities (actualmente llamada Futures) en junio de 1978, y en su  New Concepts in Technical Trading Systems ese mismo año.
Nótese que el término fuerza relativa se refiere a la fuerza en relación tanto al mercado en general como a un sector en particular. Por ejemplo, el valor XYZ podría subir un 2% mientras el resto del mercado asciende solo un 1%. A esto en ocasiones se llama relative strength comparative para evitar confusiones. No alude al RSI descrito en este artículo.

## Cálculo
Se calcula para cada día la variación porcentual al alza U o a la baja D. En un día de subida, con el precio de cierre superior al de ayer:
{\displaystyle U=cierre_{hoy}-cierre_{ayer}}
{\displaystyle D=0}
O recíprocamente, en un día de bajada (nótese que D es un número positivo):
{\displaystyle U=0}
{\displaystyle D=cierre_{ayer}-cierre_{hoy}}
Si el cierre de hoy es igual que el de ayer, tanto U como D valen cero. Se calcula un U promedio con una media móvil exponencial  utilizando un factor N-days smoothing dado, y análogamente para D. El cociente de esas medias es la Fuerza Relativa (RS, Relative Strength):
{\displaystyle RS={EMA[N]\;de\;U \over EMA[N]\;de\;D}}
Esto se convierte a un índice RSI (Relative Strength Index) entre 0 y 100,
{\displaystyle RSI=100-100\times {1 \over 1+RS}}
Que puede expresarse como sigue, para enfatizar la forma en que el RSI representa las subidas como una proporción del total de subidas y bajadas (de cada una de sus medias):
{\displaystyle RSI=100\times {EMA[N]\;de\;U \over (EMA[N]\;de\;U)+(EMA[N]\;de\;D)}}
El EMA en teoría utiliza un volumen infinito de datos sobre el pasado (como se discute en el artículo sobre EMA). Es necesario o bien retroceder suficientemente atrás, o bien al principio de los datos comenzar con una media de N días:
{\displaystyle MediaU_{inicial}={U_{1}+U_{2}+\cdots +U_{N} \over N}}
y después continuar a partir de ahí con la habitual fórmula de EMA:
{\displaystyle MediaU_{hoy}=\alpha \times U_{hoy}+(1-\alpha )\times MediaU_{ayer}}
(Análogamente con D.)
En caso de que las pérdidas medias (EMA de D) sea cero, el valor del RSI es 100 por definición. Del mismo modo, si las ganancias medias para el período dado es cero, el valor del RSI es 0 por definición.

## Interpretación
Wilder recomendó un periodo suavizado de N=14, basándose en su suposición de suavizado de la media movil exponecial, i.e. α = 1/14 or N = 27).
Wilder consideró que si el RSI alcanza el nivel de 70 hay que interpretar que el valor está sobrecomprado (cuyo significado es que el especulador debería plantearse vender). Y análogamente al contrario, sobrevendido en el nivel de 30. La hipótesis sería que cuando hay una alta proporción de movimientos diarios en una dirección esto sugiere que se alcanzará el extremo, y los precios tenderán a darse la vuelta. También se usan los niveles 80 y 20, u otros, de acuerdo a las condiciones del mercado (ej. un Mercado Alcista podría tener un nivel superior). Además, también se considera que el movimiento del RSI es similar al del gráfico de precios, por lo que cuando se da la vuelta primero el RSI se interpreta que es probable que el precio también se de la vuelta. Esto es muy útil para encontrar divergencias entre el RSI y los precios y poder aprovecharlas para entrar en el mercado.
Grandes alzas y caídas en títulos valores afectan al RSI, pero podrían solo inducir una compra o venta equivocadas. El RSI se utiliza preferentemente como un complemento a otros indicadores del análisis técnico.
Otra interpretación muy común es la otorgada por Connors, utilizando el RSI de dos periodos para identificar correcciones en activos tendenciales, estrategia conocida en el mercado como "Buy the dip" o compra la caída, utilizado especialmente en índices bursátiles mostrando una ventaja estadística a largo plazo desde 1995.

## RSI de Cutler
Una variante llamada RSI de Cutler se basa en un promedio móvil simple de U y D, en vez de la media exponencial arriba expuesta:
{\displaystyle RS={SMA[N]\;de\;U \over SMA[N]\;de\;D}}
Esto es como el cálculo, mostrado arriba, de los datos del punto inicial, pero usado para todos los días, no solo el primero. El divisor N se cancela en los SMAs del numerador y denominador, por lo que no se necesitan esas divisiones, sino solo hacer una suma de U y una suma de D de los últimos N días.
El RSI de Cutler generalmente difiere del habitual RSI de Wilder, pero ambos son parecidos, ya que un SMA y EMA son bastante similares.